# 阿文图拉购物中心
阿文图拉购物中心（Aventura Mall）又稱阿文圖拉商場，是一个位于美國佛罗里达州阿文图拉的高档购物商场。按零售面积计算，它是美国第16大购物中心，也是佛罗里达州最大的购物中心。诺德斯特龙百货公司、布魯明黛、2家梅西百货和杰西潘尼入駐於此。此外還有蘋果公司、愛迪達、Anthropologie、巴寶莉、卡地亞、法拉利汽車、GameStop、紀梵希、古馳、H&M、樂高集團、路易威登、MCM Worldwide、丝芙兰和飒拉等300多家品牌入駐。阿文图拉购物中心內还有50多家餐館。